# Compsophis zeny
Compsophis zeny — вид змій родини Pseudoxyrhophiidae. Ендемік Мадагаскару.

## Поширення і екологія
Compsophis zeny мешкають на південному сході острова Мадагаскар. Вони живуть у вологих тропічних лісах.

## Збереження
МСОП класифікує цей вид як вразливий. Compsophis zeny загрожує знищення природного середовища.